# 日洛库尔
日洛库尔（法語：Gilocourt，法語發音：[ʒilɔkuʁ]）是法国瓦兹省的一个市镇，位于该省东部略偏南，属于桑利斯区。

## 地理
日洛库尔（49°17'32"N, 2°52'46"E）面积6.93 平方千米，位于法国上法蘭西大區瓦兹省，该省份为法国北部内陆省份，北起索姆省，西接厄尔省和滨海塞纳省，南至塞纳-马恩省和瓦兹河谷省，东临埃纳省。
与日洛库尔接壤的市镇（或旧市镇、城区）包括：费尼厄、瓦卢瓦地区贝唐库尔、莫里安瓦勒、奥鲁伊。

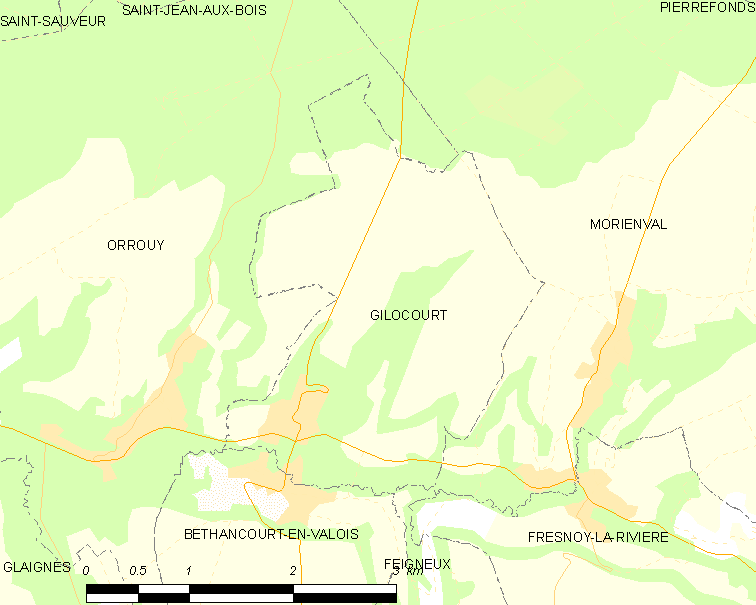
日洛库尔的OSM定位图

日洛库尔的时区为UTC+01:00、UTC+02:00（夏令时）。

## 行政
日洛库尔的邮政编码为60129，INSEE市镇编码为60272。

## 政治
日洛库尔所属的省级选区为瓦卢瓦地区克雷皮县。

## 人口

1962-2008年间日洛库尔人口变化图示

日洛库尔于2022年1月1日时的人口数量为629人。